# Hermann Settegast

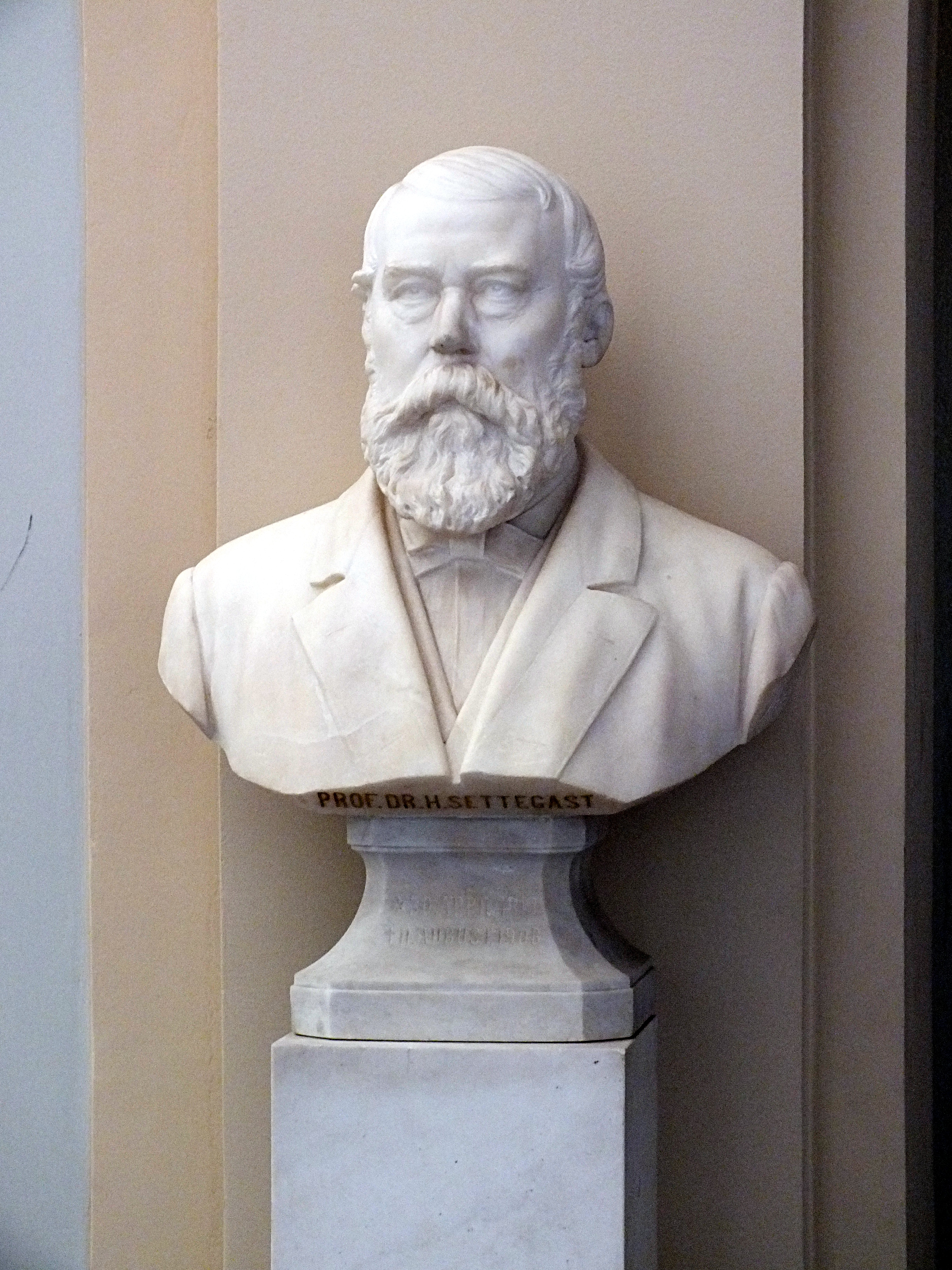
Byst av Settegast på Humboldt-universitetet i Berlin.

Hermann Gustav Settegast, född 30 april 1819 i Königsberg (nuvarande Kaliningrad), död 11 augusti 1908 i Berlin, var en tysk agronom.
Settegast var först verksam som praktisk lantbrukare, studerade i Berlin och Hohenheim och blev lärare och administratör vid lantbruksakademien i Proskau, föreståndare för lantbruksakademierna i Waldau 1858 och i Proskau 1863 samt var 1881-89 professor vid lantbruksinstitutet i Berlin. 
Settegast gjorde sig mest känd på husdjurslärans område, där han förfäktade individualpotensens (den enskilda individens förmåga att lämna sina egenskaper i arv åt avkomman) betydelse för aveln. Han författade bland annat Die Individualpotenz und die Menzel-Weckherlinsche Schule der Rassen und Konstanztheorie (1861), det till åtskilliga europeiska språk översatta arbetet Die Tierzucht (1868; femte upplagan 1888) och Die Landwirtschaft und ihr Betrieb (tre band, 1875-79; tredje upplagan 1885).